# Moord op Oulematou Niangadou en Luna Drowart
De moord op Luna Drowart en Oulematou Niangadou was een dubbele moord met racistische motieven die plaatsvond in Antwerpen op 11 mei 2006.
De Malinese au pair Oulematou Niangadou (1981) was aan het wandelen met de tweejarige peuter Luna Drowart in de Zwartzustersstraat toen zij doodgeschoten werden door Hans Van Themsche. Hoewel Luna Drowart blank was, schoot Van Themsche haar ook dood, omdat ze in het gezelschap van de zwarte Niangadou verkeerde. 
Op het moment van haar overlijden was Oulematou Niangadou 24 jaar oud en had zij een dochter, die nog in Mali verbleef. Op 19 mei werd zij begraven in Bamako, de hoofdstad van Mali.
De ouders van Luna Drowart hadden vlak bij de plek van de moord een restaurant, genaamd "Hofstraat 24". De familie is goed bekend in de stad Antwerpen; onder andere de Belgische acteurs Gaston Berghmans en Jan Decleir zijn kennissen van hen. Laatstgenoemde zong ter nagedachtenis van Luna Drowart een lied (Luna) tijdens de uitvaartdienst in de Antwerpse Sint-Pauluskerk. De groep Patrick's Hot Sugar Juice maakte een liedje voor Luna: "Luna on my mind".
Voordat Van Themsche de twee doodschoot, had hij al een vrouw verwond die op een bankje in de buurt een boek zat te lezen, de Turkse Songül Koç.
Na de schietpartijen werd Van Themsche door een agent, Marcel Van Peel, tegengehouden, gemaand zijn geweer neer te leggen en, toen hij dit niet deed, in de buik geschoten. Tijdens het proces op 10 oktober 2007 werd Van Themsche op alle punten schuldig bevonden door de assisenjury. Van Themsche was de eerste Belg ooit die veroordeeld werd voor een moord met een racistisch motief.
Als gevolg van de schietpartij werd de goedkeuring van de nieuwe Belgische Wapenwet versneld, zodat een legale "impulsaankoop" van wapens niet meer mogelijk is.